# Баја
Баја (мађ. Baja) је град у јужној Мађарској. Други је по величини у жупанији Бач-Кишкун, после Кечкемета који је седиште ове жупаније. Баја је седиште истоименог округа у оквиру дате жупаније.
Баја је позната и по вишевековној присутности српске мањине, некада бројније, а данас и даље присутне. У градском језгру постоји Српска православна црква, а у граду делује и српска мањинска самоуправа.

## Порекло назива
Назив града води порекло из турског језика, где значи „бик”. Баја се на латинском језику зове Francillo, а овоме је близак назив на немачком — Frankenstadt. Бајчани др Ивановић је 1861. године тумачио назив града. По њему, постоји више претпоставки: По једној — било је то по аварском кану „Бајану”, који је ту у близини имао „тврдину” (утврђење). Друга претпоставка, повезује мађарску реч „bájoló” (чобанин) са именом града. Трећа српска верзија, повезује богату српску породицу „Бајин”, која је ту имала велики посед и дворац — са називом места.

## Географија
Баја се сместила у јужном делу Мађарске, на 20 км северно од границе са Србијом. Главни град, Будимпешта, се налази 185 км северно од Баје.
Рељеф: Баја се налази у средишњем делу Панонске низије. Подручје око града је равничарско. Надморска висина града креће се 87-105 м.
Клима: У Баји влада умерено континентална клима.
Воде: Баја је најнижи мађарски град на десној обали Дунава, пре његовог утока у Србију. Град се образовао на месту улива речице Шуговице у Дунав. Овај део Подунавља је прилично мочварни, па се западно и јужно од града пружају бројне мочваре и ритови. Мочварно подручје јужно од града, Карапанџа, је државни национални парк.

## Историја
Баја је по једном извору из 1905. године насељена још у 12. веку. Насеље на овом месту први пут се спомиње 1308. године. Град је страдао 1807. године од катастрофалне поплаве. Други пут, Бају је уништио пожар маја 1840. године, када су страдале све цркве (две српске православне) и много кућа — 2101. Изгорело је 48 немоћних особа — стараца, жена и деце и 2485 кућа. Узрок пожару је било бацање пепела са жаром, од стране једне жене након печења хлеба. Пожар је заправо настао у суседном месту Иштванмеђи, па се преко спахилука пренео у Бају.
Са доласком Хабзбурговаца на крају 17. века у граду су почели да се насељавају и Немци, Мађари и Јевреји. Насељавање није било јако, па су Буњевци, под називом Далматинци, задржали већину до краја 18. век. До 1720. године Баја је била искључиво насељена Србима и Буњевцима.
У Баји се 1848. године помиње манастир францишки са шесторазредном гимназијом, која 1859. године има 303 ученика. Болници градској у Баји, добротвор Русић је 1891. године оставио за издржавање 5000 америчких долара.
Током 19. века Баја је постала важно саобраћајно чвориште на Дунаву, где су се укрштали сувоземни путеви са воденим. У ово време Баја се налазила у северном делу Бач-бодрошке жупаније, где је представљала индустријски најнапредније насеље. Године 1905. у Баји су функционисале ПТТ комуникације.
За време „српског империјума” у Баји који је трајао 33 месеца, од новембра 1918. до августа 1921. године, дужност градоначелника је обављао Васа Долинка. Тај српски родољуб у Баји, официр бивши активни капетан, потиче из Панчева и пре него што је деда Васа променио презиме, презивали су се Петровић. После Првог светског рата Баја је две године била у оквиру Српско-мађарске републике Барања-Баја. Тријанонским споразумом 1920. град је потпао под новоосновану Мађарску. Град се нашао на самом југу, недалеко од границе са тадашњом Краљевином Срба, Хрвата и Словенаца. Истовремено град постаје средиште преосталог дела Бач-Бодрошке жупаније у Мађарској, као и његово привредно и културно средиште.
Током Другог светског рата уништено је дотад бројно јеврејско становништво, а после рата већина такође бројних Немаца је принудно исељена у матицу.
Данас Баја слови за средиште јужног дела Бач-Кишкун жупаније.

## Становништво
Према попису из 2011. године број становника Баје је око 37.500. У граду постоји и 15.613 домаћинстава (2001. г.).
| 1949.  | 1960.  | 1970.  | 1980.  | 1990.  | 2001.  | 2011.  | 2017.  |
| ------ | ------ | ------ | ------ | ------ | ------ | ------ | ------ |
| 27,936 | 30,263 | 35,575 | 38,523 | 38,686 | 37,916 | 36,267 | 35,102 |

Последњих сто година број становника у Баји је повећан за свега 50 % и то првенствено до 1970-их година. После тога број становника је мање-више стагнирало.
Према попису из 2001. године граду живи 37.690 становника, од чега:
- 93,5 % Мађари;
- 2,7 % Немци;
- 1,3 % Хрвати; (у ствари Буњевци и Шокци)
- 0,4 % Срби;
- 0,1 % Словаци;
- 0,5 % Роми;
- 1,5 % остали.[тражи се извор]

## Срби у Баји
Током 16. и 17. века Баја је била обласно средиште у оквиру отоманског царства, због чега је била опасано бедемима. Ту је 1542. године седиште нахије. У ово време у граду се насељавају православни Срби и  Буњевци. За време Турака Баја је било чисто српско место, које је такво остало само кратко по протеривању Османлија. У 17. веку Баја је турска варош са тврђавом, коју је описао турски путописац Евлија Челебија. Челебија је назива „напредна паланка Баја”, коју је освојио 1547. године „убијени” Ибрахим паша, за владе Сулејман-хана. Град је на територији Сегединског санџака, а то је утврђење опасано двоструко, и налази се на обали Дунава. Велико је пристаниште, и то је велика прометна тачка за вилајете, Бачке и Лашке. На супротној страни од те вароши поред Дунава је пристаниште Бата. За град Бају каже да је четворострана паланка са двоструким бедемима. „Тврђава је квадратног облика јака и лепо уређена. У унутрашњем граду има две џамије. Једна је Синан-пашина џамија у којој је у старо време обављана служба по хришћанском обреду. Била је то велика црква…”
У турској посади у Баји су били и мартолози, за које се зна да су Срби. Пописано је 1557. године 38 Срба мартолога, а 1577. године има их 44 пешака. У Баји је по турском дефтеру из 1580-1590. године било 22 куће које су плаћале харач. Баја је била у то време много мања од околних садашњих села.
Почетком 18. века Баја је чисто српско место чији су становници „поносити граничари”, чували државу од турских упада. Граница је међутим 1695. године укинута, јер се њена линија померила јужно. То је условило масовно одсељавање не само из Баје, силом прилика на нови кордон. Многи Бајчани оставили су своје родитељско огњиште, и кренули са капетаном Шајновићем на нову тадашњу границу. Они који су остали, добили за због својих заслуга „Привилегије” од цара Леополда I 1696. године. Баја је постала варош, са унутрашњом аутономијом, при чему је општина радила на српском језику.
Године 1692. нарочито је много Срба било у деловима места званим „Провалија” и „Сурдулија”. Били су Срби Бајчани те године ослобођени извесно време војног и осталог давања држави. Било је иначе пуно српских војника, све док 1695. године није укинута ту граница. Баја је 1696. године добила статус вароши, а као званични језик проглашен је српски. О српској самоуправи у Баји сведочи писмо које је 1712. године писао варошки биров Добросав са ешкутима из Баје, будимском бирову Станоју. Радило се о поплави која је Бају и околину задесила.
Тих година је у бившем граничарском месту а новој трговачкој вароши Баји, било три српске цркве. То су Ђурђевска, Благовештенска и Николајевска богомоља. Православна црква Св. великомученика Георгија (Ђурђевска) је 1702. године уништена. На месту те цркве била је 1861. године кућа Стеве Ивановића. у башти тог домаћинства су ископавани разни делови предмета и кости људи. Око те цркве је било гробље, јер су тек касније уређиване порте. Ту је било гробова имућних мештана, за које се зна по матичном протоколу умрлих. Преко пута те бивше цркве, где су биле средином 19. века протина кућа и извесног грађанина Лазе Грујића, било је црквено земљиште са зградом димензија 8х6 хвати. То је био конак православних калуђерица, које су цркву послуживале. Према попису православних парохија у Бачкој из 1733. године Баја има 178 српских домова и две православне цркве. У цркви Св. Николаја служе поп Теодор Поповић протопрезвитер бајски и поп Јован Балајски. А при Благовештенском храму су поп Јован Поповић и поп Евтимије Николић.
Помиње се 1702. године бајски „дистриктални” прота, под којим је било 11 парохија. У Баји је те године било три храма, а у њима су службовали: прота, четири свештеника, један ђакон и један поп без парохије — „прекобројни”.
На црквено-народном сабору у Карловцима 1726. године, узели су учешће изасланици: биров бајски Груја, и протопоп бајски Петар Поповић. По другом извору, били су то само свештеници: поп бајски Аврам Јовановић и протопоп бајски Петар Пантелејмоновић. На сабору 1744. године учествује Александар Гавриловић биров Баје. Половином 19. века Срби су задржали позиције у граду. Мада су Срби имали 1100 душа (у односу на 15.000 становника) били су од утицаја и држали су трећину места у Магистрату.
Из списка претплатника српске књиге из 1834. године може се видети поредак у тамошњим српским храмовима. Тако је парох у Благовештенском храму поп Петар Вучерић, а двојица грађана епитропи исте — Георгије Арсенијевић Зора — први и Теодор Поповић — други. У другој, тадашњој Николајевској цркви парох је поп Аркадије Николић.
И данас постоје три цркве у Баји (које се помињу 1692) али, једна — она звана „Благовештенска”, од 1980. године је продата месној самоуправи, и у њој је сад грко-католичка црква. Она је саграђена 1740. године а освештана 1754. године од стране владике бачког Висариона. Изгорела је у пожару 1. маја 1840. године. Две године касније 1842. је обновљена и посвећена празнику Благовести. Око ње су у порти биле поређане гробнице породица: Слабуловић, Прерадовић и Еремић. Године 1853. уз Благовештенску цркви подигли су Срби велику зграду за црквено-народне потребе. Градњу је платио са својих 10.000 ф. мештанин, старац Јован Дачић, и он ће ту за живота становати. Након његове смрти са њом ће црквена општина располагати. У великом спратном здању, поред црквено-општинске сале и архиве, постоји шест дућана и три велика квартира (стана) за издавање. Приходом од ренте, који је износио 1200—1400 ф. за дуго времена били су обезбеђени парох и храм.
Прва, тада најстарија црква посвећена преносу моштију Св. Николе, била је изграђена 1715. године, а освештао ју је епископ пакрачки Григорије. На њеном месту, у центру града подигнут је нови храм 1775. године, иако је била потреба за њим још 1765. године. Цркву је освештао 1779. године епископ бачки Арсеније Радивојевић. Иконостас те нове цркве и зидне слике моловао је иконописац Арсеније Теодоровића 1793. године. Архијерејски трон и иконе изнад столова урађене су 1810. године. Тај српски православни бајски храм, налази се недалеко од центра града, на западној страни. Посвећен је преносу моштију Св. Николе са уређеном портом. Око храма су се налазиле средином 19. века породичне костурнице знаменитих фамилија Бајских: Пејић; Добројевић, Аради, Авакумовић, Хаџи Марковић, Добрић, Поповић и Рајић. Поред Николајевског храма налази се зграда бивше вероисповедне школе, која сада служи као зграда црквене општине. На источном делу града, који се назива Мали Чавољ, налази се српско православно гробље 1905. године, санирано 1980. године. Много споменика је пренето у порте постојећих српских православних храмова. Ту је био споменик Богобоју Атанацковићу српском књижевнику. То гробље је власништво града Баје, као и капела Св. Георгија на њему.
По државном шематизму православног клира у Угарској из 1846. године, у Баји је православно парохијско звање основано 1732. године, уз православну цркву Св. Николе. Од тада се воде и православне црквене матичне књиге, при истом храму: крштених од 1732. године, а остале од 1744. године. Године 1846. у Баји има 625 православних душа. Пароси су били тада: поп Аркадије Николић при Николајевском храму, и Порфирије Поповић у другом.
Православни свештеници бајски су чести купци књига, и по томе су познати: Јеремија Вукашиновић (1810) парох, Исидор Бранковић (1809—1825) парох, Тимотеј Бранковић (1822—1825) ђакон, Алексије Летић (1831) јерођакон, Петар Вучерић (1838)...
Бају је 1840. године задесио катастрофалан пожар који је нанео велику штету становништву, које је драстично осиромашило. Тог првог маја поподне дувао је јак северни ветар и пожар донео, из суседног места. Страдале су две православне цркве — Благовештенска скроз (до темеља) и Светониколајевска половично (само торањ са сатом и звонима те ограда порте). У пламену су нестала и два православна парохијска дома. Када се запалио торањ цркве Св. Николе и то изнутра, дотрчали су да спашавају храм Сима Параносић чизмар и Јован Петровић бродовласник (којем су већ две куће до тад изгореле). Придружили су им се још неки Срби и почели су из цркве све што су могли износити у порту. Пели су се високим мердевинама на кров Сима и Јован и кров водом поливали и мокрим чаршавима гасили. Борба са ватром на крову је трајала сатима, али је кров црквени био спашен.
Године 1866. у Баји живи око 800 Срба православних становника. Ту се налазе две српске православне цркве. Једна је велика, парохијална посвећена празнику Летњем Св. Николи. Друга богомоља је мала, у којој се само за богородичине празнике служба одржава. То је Благовештенски храм, који се налази сада у дворишту велике српске општинске куће. Бајска варош поред других школа, издржава и српску дворазредну основну школу у Баји.
Рођени Бајчанин, сликар Павел Ђурковић (рођ. 1772) се по повратку са бечких студија бави у свом завичају. До 1801. године ради портрете богатих људи у Баји.
У Баји су давно установљени годишњи вашари. Фиксирани термини нису мењани: 22. јул, 21. септембар, 6. децембар.
Трговци су код Срба својим напредним идејама и пожртвовањем били сила националног и културног развоја. Стеја Крагујевић један је од српских трговаца 1715. године у Баји. Међу дародавцима фрушкогорског манастира Раковца су 1742. године Груја и његов син Лазар Грујић из Баје. Поред трговаца у Баји, су радиле многе занатлије. Године 1760. цехмајстор Лазар Грујић издао је мајсторско писмо шегрту Георгију Панићу. Културни живот у Баји има дугу и лепу традицију. Купаца књига у Баји било је одувек, налазимо их већ у списку пренумераната из 1794. године. Рајићеву вредну историју купили су претплатом тадашњи напредни Бајчани: купци сви одреда — Јован Јанковић, Павел Лападат, Јован Јовановић, Василије Бранковић, Стефан Стоиловић, и Димитрије Хаџић, те Јован Грочански. Свој примерак је добио са стране и парох, поп Стојко Поповић. Од старих свештеника поменућемо претплатника књиге из 1801. године поп Михајла Крекића. Читалачку публику предводи племић Александар „от Аради”, а следе два постмајстора (поштара) Теодор от Петровић и Порфирије Токајлић, па низ од 15 Бајчана трговаца и грађана.
Рођен је 1770. године у Баји, Петар Аси-Марковић члан комитета Чанадског, Табуле у Будиму и Бихарске жупаније. Значајан је због меценарства и књижевног рада. Помогао је са прилогом од 1500 ф. да се у Трсту 1799. године објави књига, превод са енглеског на српски језик — авантуристички роман „Робинзон Крусо”. Помагао је младог Јована Стерију Поповића и свог кума Јоакима Вујића. Поклонио је кнежевини Србији 1833. године 800 наслова књига. Написао је три књижевна дела између 1803—1832. године.
Шимићеву књигу са биографијама „славних и храбрих” људи набавили су 1807. године Бајчани, парох Исидор Бранковић и доктор медицине Теодор Поповић. Предводници бајски били су редом Срби 1807. године: Парох Исидор Бранковић, биров варошки Јован Јовановић 8-1809) и три сенатора — Димитрије Хаџић (и 1809), Григорије Ђурковић и Аркадије Грочански (оба и 1809). Све то пише у списку претплатника на крају српске књиге: „Моралнаја филозофија јеже јест нравоучитељније љубомудрије”.
Из списка претплатника српске књиге објављене 1809. године видимо ко је био „елита” Баје. То су Јеремија Вукашиновић парох, Исидор Бранковић парох, Григорије Ђурковић велики биров бајски (1808. и 1810; сенатор 1807) и епитроп црквени, Аркадије Грочански сенатор и „месних училишћа” директор (1807—1810), Петар Јовановић сенатор и купец житарски (1810. је и контрибуциони перцептор), Антоније Јовановић епитроп и купец, Константин Теодоровић епитроп и купец, те још пет купеца (трговаца), по један грађанин и занатлија — „чаругџија”.
Порфирије Токајлић је 1810. године постмајстор бајски и сенатор. Варошки велики нотар у исто време је Јосиф Кулунчић.
Два бајска купца — Стефан Ивановић житарски и брат његов Лазар обични, набављају претплатом 1811. године књигу.
Још 1814. године књигу купује у Баји, трговац Петар Поповић. Исте године за другу књигу подужи је списак читалаца, које предводе сва четири варошка сенатора — Петар Јовановић, Јосиф Хаџић, Самуил Ненадовић и Димитрије Станић. Исајловићеву књигу о историји трговине прибавио је 1816. године Петар Јовановић биров Баје иначе скупитељ претплате са 10 егземплара. У Баји је 1817. године било на списку 18 претплатника Видаковићеве књиге, предвођених својим „старешинама” (општинским): Григоријем Ђурковићем и Самуилом Ненадовићем (биров 1822, 1831. сенатор и школски управитељ). Пренумерант једне српске књиге 1820. године је поред осталих био Теодор Живковић парох. Општина Бајска је културно предњачила у Српству: купила је за своје потребе 1821. године двадесет примерака ученог дела Аврама Мразовића. Постмајстор (поштар) у Баји био је 1822. године, судећи по списку претплатника — Петар Јован. Свештеник у Баји 1826. године је био Петар Вучерић (и 1831), он се заједно са двојицом учитеља јавља као претплатник једне књиге. Поп Вучерић је најревноснији купац срских књижевних наслова, чак по неколико из узима годишње. Но он није стао на томе, већ се јавља и на књижевном пољу. Објавио је 1837. године превод књиге, која се односи на античку Грчку. Летопис матичин растура те 1826. године Јован Токајлић трговац мохачки. Из знамените породице Токајлић је и Давид „мудрољубља слушатељ”, који се 1836. године појавио у јавности као купац српске књиге. Бајски сенатори су писмени и културни грађани (1831): Теодор Шимић (и 1822—1827), Јован Токајлић, Самуил Ненадовић (и 1822), Јосиф Хаџић (1810—1822; биров 1827), Продан Продановић (1822). Купци Стејићеве књиге „Сабор истине и науке” 1832. године били су опет парох Петар Вучерић, затим Теодор Шимић сенатор и варошки капетан, Јован Токајлић сенатор, два учитеља — Петар Токајлић прве класе и Живко Пекаревић друге класе, те много „слушатеља” (студената) и трговаца бајских. Ново заведена општинска библиотека у Баји, већ од почетка рада, 1827. године купује српске наслове. Бајски читалац Јован Чокор претплатом набавља српску књигу 1833. године. Биров бајски Самуил Ненадовић (то је и 1827. и 1842) са Проданом Продановићем сенатором и групом месних трговаца, стоје на списку пренумераната књиге која је штампана 1834. године. Теодор Мраовић је 1840. године краљевске судбене табле заклети нотар. Био је 1844. године у Баји претплатник једне српске књиге и Севић адвокат. Дуг је списак купаца Стојшићеве књиге 1844. године у Баји: Аркадије Николић парох, Теодор Шимић сенатор (и 1822) и школски надзиратељ, Јова от Ђуриковић капетан сенатор (1838), Игњатије Јовановић адвокат и сенатор, Антоније Костић и Димитрије Савић адвокати, Георгије Радуловић сенатор, Антоније Токалић судске табле бележник, и неколико грађана и трговаца. Самуил Ненадовић је 1846. године „Трибун” привилеговане вароши бајске. Међу купцима српске књиге 1852. године су први људи Баје: Димитрије Севић градоначелник, Георгије Хаџић бележник, Павел Шимић благајник, Георгије Крстанић писар и други виђени грађани бајски. Честити Србин (пише српски извештач) Стефан Баторија адвокат у Баји, године 1860. објавио је ангажовано родољубиво дело, под насловом: „Synopsis der serbischen geschichte”, у којем износи доказе којима „обара лажи” о српској историји. Бајска „Касина” (читаоница) је редовни претплатник српских листова и књига као и 1861. године. Професор у Баји Матија Голуб је 1862. године објавио рукопис који је написао неки Риђичан, под насловом „Риђица и њена околина у Бачкој”.
Поштар у Баји, Србин Ђорђе Јовановић решио је 1864. године да издаје у месту, поштански лист „Post Bote” на немачком језику, трипут месечно. Претходно је он 1854. године, преко новина објавио да ће 1855. године штампати књигу „Опис целог света”, коју су прибавили многи његови земљаци. Те године је адвокат бајски др Павле Ивановић претплатник и сарадник Змајевих хумористичких листова. Његов колега др Јован Мраовић заклети адвокат у Баји, бави се такође пренумерацијом књига. Књиге српске купују 1867—1868. године Васо Урсић писар варошког суда и Јосиф Николић месни трговац, а списак „обичних” грађана је подугачак. Као учитељ у Баји јавља се 1866. године Исидор Бајић. Међу познате Бајчане спада Јован Мраовић заклети адвокат 1864. године. Правници по струци су 1867. године купци српске књиге — Милан Андрић и Васо Урсић. Помиње се 1897—1898. године Ника Ђорђевић сенатор у Баји.
У Баји је у 19. веку било више песничких имена, који своје стихове објављују по српским књижевним часописима највише између 1860—1870. године. Помињу се извесни Миодраг, па Милан Андрић, Јован Пачић, Мита Поповић. Они су поетски највише присутни у књижевном часопису „Даница”. Милан Андрић се јавља и као аутор књиге приповедака, под насловом „Јесењи дани”, којој је нуђена претплата преко новина 1868. године. Лазар Атанацковић из Баје, постао је 1866. године члан Матице српске, приложивши у први мах 10 ф., од чланарине која је износила 50 ф. На скупштини Матице српске одржаној у Пешти 1866. године учествују стари чланови Бајчани: др Паво Ивановић и поменути Лаза Атанацковић. Маја 1866. године у Баји, месту са 600—700 православних Срба, основано је „Српско певачко друштво”. Основала га је омладина, ученици са стране и домаћи млади трговци; од 30 чланова седам су девојке. Председник друштва био је песник Мита Поповић, а уз њега (по статуту) на челу су Одбор од деветорице чланова, те тајник и благајник. Њихов први јавни наступ било је певање (извођење по Корнелију Станковићу) на црквеној литургији о празнику Св. Илији. Почетком 1869. године основала је гимназијска омладина Књижевну дружину „Пупољак”. О њима је првобитно бригу водио др Паво Ивановић, тражећи им просторије. Културни летопис места подсећа и на постојање Дружине „Пупољак”, која се обраћа 1871. године, Друштву српске словесности у Београду, са молбом да им пошаљу друштвене књиге и „Гласник”. Мита Поповић је за потребе мађарског позоришта у Баји, превео са српског на мађарски језик драмски текст Косте Трифковића: „Француско-пруски рат”. Мађарски глумци су исту представу изводили у Баји, али и другим српским срединама, као 1873. године.
Почеци српског позоришног живота повезани су са Србима у Баји, нарочито са Јоакимом или Аћимом Вујићем књижевником, путописцем и драматургом. То је био свакако најзнаменитији Бајчанин, вишестрано надарен и вредан стваралац. Он је рођен 1772. године у Баји, од оца Григорија сапунџије и ситног трговца, а умро 1847. године у Београду. Јоаким Вујић је напустио Бају 1840. године након априлског пожара у којем му је страдала сва имовина.
Те године, 18. јануара он је у родној Баји давао другу представу, под називом „Инкле и Јарика” за тамошњу публику. Остварен је приход од посетилаца у износу 302 ф. 30 новчића, који је прослеђен за удове и сиротињу војника. У Баји је он активан члан српског друштва 1810. године, а у порученој књизи се потписује: „заклети нотар код краљевске судске табле” и учитељ француског и италијанског језика. У месту свраћају поред Српског народног позоришта из Новог Сада, и друге лутајуће позоришне трупе. Када сврати СНП, оснивао би се привремени месни Позоришни одбор, који би се бавио целокупном организацијом, наступом и смештајем новосадских глумаца. У року од месец дана између 2-22. априла извели су ови у Баји, десетак позоришних наслова. Патриотски расположени Бајчани 1875. године као и обично скупљају новчани прилог за СНП, овај пут у износу од 80 ф. Бајчани су чланови и Друштва за Српско народно позориште у Новом Саду 1866. године: др Павле Ивановић, Лаза Атанацковић и месна Црквена општина.
Број Срба у Баји опада, као и другде у горњој Угарској. Године 1845. у Баји живи 600 Срба у 90 домова. Године 1866. у Баји је формирано Певачко друштво, под председништвом Мите Поповића, а у којем су место нашле и седам девојака. Бајчанин Миша Сабовљевић изабран је 1878. године за посланика у Угарском сабору. Био је српски либерал, присталица опортуног Кикиндског програма. Умро је 1901. године у родној Баји, као јавни бележник. Када су католици у месту Сантову масовно прелазили у православље, подршку су добијали од Срба са свих страна. Бајчани су им 1899. године поклонили црквено звоно и вредан крст. Свештеник у Баји почетком 20. века је био Милутин Глигоријевић (1900—1905). Године 1888. у Баји је било око 20.000 становника, од којих је најмање Срба — око 400, а већину чини ли су Буњевци. Мада је у месту било око 3000 Мађара, они нису мировали — тада је текла најинтезивнија мађаризација над Буњевцима, али и Србима. Срби су изгубили једну школу и преостала им је само још једна, због све мањег броја деце. Варошки магистрат је годишње дотирао српску црквену општину са 700 ф. и она је тај новац је усмеравала за опстанак српске школе, којој је претило укидање.
У парохијском животу учествују богати и угледни појединци, који се „служењем” уздижу у друштву. Купец Антоније Јовановић је 1810. године, и епитроп црквени. То је у исто време и Григорије Ћирковић сенатор. Године 1846. у Баји има 111 ученика, којима предају учитељи — Петар Токајлић и Георгије Николић. Расписан је 1883. године стечај за учитеља у православној вероисповедној школи у Баји, са понуђеном годишњом платом од 600 ф и још 100 ф. на име станарине. Услове је диктирао председник црквени др Павле племенити Ивановић. По евиденцији протопрезвирата сомборског, где је спадала Баја, крајем 1891. године следећа је ситуација: место има једног пароха, укупно 372 парохијана Срба, који живе у 90 домова. Постоји и једна српска школа са 30 деце. Основна плата у српској школи је била нормирана и 1912. године износи 1100 круна. Велики добротвор те српске вероисповедне школе, Јован Русић из Америке је за њено издржавање завештао 1891. године, капитал од 12.000 ф. Самуил Ненадовић је 1834. године био „националних школа” директор, а катихета парох Николић.
Између 1740—1750. године радила је српска школа у Баји. Учитељи српске школе су били: Аврам Ђуркичић (1805), Григорије Исаковић (1814), Тимотеј Бранковић (1820—1822) ђакон и учитељ, Петар Токајлић (1822—1846) — учитељ прве класе, претплатник више књига, Живко Пекаревић (1820—1834) — учитељ друге класе, Григорије Петровић учитељ (1834), Георгије Николић (1846), Исидор Бајић (1864—1866), Сава Глибоњски (1900), Душан Бешлић (1903—1905)... Бешлић је родом из Аде, завршио је Сомборску препарандију 1892. године, стално је намештен и има декрет. Године 1905. постоји школа зидана 1901. године, коју похађа у оквиру редовне наставе 21, а недељну школу 8 ђака. Осморо деце похађа државне школе у Баји.
Велики добротвор бајски, земљак индустријалац у Америци, Јован Русић је још за живота 1887. године подигао велики мермерни крст на вашаришту, вредан 1200 ф. Русић је рођен у Баји, а умро у Њујорку, у Америци јануара 1891. у 75-ој години. У родном месту је учио ћурчијски занат, и наставио као шегрт у Суботици. Онда се као сиромашни авантурист отиснуо преко океана у Америку. Тамо је својим радом и способношћу стекао велико богатство као индустријалац текстила у Њујорку. Оставио је иза себе само супругу коју је збринуо, јер нису имали деце. Велики део капитала поделио је он америчким хуманитарним организацијама. У Угарској, поред завештања у Баји, оставио је највише новца синовцу Лазару Русићу — 10.000 долара, затим књижевним српским друштвима у Пешти (Матици српској и Колу младих Срба) 5000 долара. Наслеђени део намењен српској школи у Баји преузео је по позиву америчког суда, изасланик црквене општине бајске, њен председник Сима племенити Добри.
У Баји су угарске школске власти 1. јула 1885. године отвориле шестонедељни учитељски течај. Међутим још 1882. године писале су новине да је у Баји неуобичајено много — преко 100 српских учитеља, и постоји потреба за још једним предавачем за Србе. Ту су српски и учитељи других народности, стари и млади, учили мађарски језик и затим полагали испит неопходан за сталног учитеља.
По српском извору из 1905. године наводи се да је Баја муниципална варош, са 20.361 становник и 3165 домова. Ту је Срба 203 православне душе у 36 кућа. Од српских јавних здања тада је било две православне цркве и једна школа. Црквена општина постоји, а скупштина је редовна, председник је Милан Јовановић. Месној парохији припадају као парохијске филијале Бачмоноштор (са 18 душа), Вашкут (са две) и Мали Чавољ (са две). Цркве — Николајевска и Благовештенска, парохијски дом, архива и библиотека су у добром стању и уређени. Парох је поп Милутин Григоријевић родом из Бегеча, који служи седам година у месту. Парохија је шесте најниже платежне класе а земљишни посед износи 29 кј.

## Савремено доба
У Баји данас постоји Дом српске народности, у којем своје просторије за рад имају: Српска мањинска самоуправа, Културно и верско удружење бајских Срба и Месна српска православна црквена општина. О српској православној цркви у Баји, од 1998. године се свакодневно стара Ирма Апић. Старатељ Ирма, супруга Милоша Апића председника Српске мањинске самоуправе у Баји (2013), је истовремено и библиотекарка Регионалног центра бачванских Срба (у Мађарској).

## Привреда
Баја је важна мађарска лука на Дунаву. Град је и индустријско, економско и културно средиште за непосредно окружење.

## Познати становници
- Јован Пачић, капетан, српски песник
- Јоаким Вујић, српски књижевник, зачетник српског позоришта
- Павел Ђурковић, српски сликар
- Димитрије Поповић, српски вајар
- Гаврило Поповић, епископ шабачки, ректор Лицеја и катихета београдски
- Теодосије Мраовић, митрополит српски у Београду, покровитељ београдског Певачког друштва „Станковић”
- Богобој Атанацковић, српски књижевник и адвокат
- Мита Поповић, српски песник
- Лукијан Богдановић, епископ будимски, патријарх српски
- Милош Богдановић, српски лекар
- Рајко Томовић, српски научник, роботичар
- Радован Јелашић, гувернер НБС
- Лука Чилић (околина Баје), шокачки писац
- Мато Дујмов, буњевачки културни прегалник и писац једночинки.
- Александар Токалић, иконописац, радио 1877. године иконе за манастир Ораховицу...[40]
- Генадиј Ђукић, архимандрит, настојатељ манастира Ходош 1778-
- Јован Русић, народни добротвор из Америке, ћурчијски фабрикант у Њујорку, имао три милиона долара капитала, дао велике донације многим установама, умро 1891. године
- Вероника Жилински, мађарска суперстогодишњакиња рођена на подручју данашње Србије, најстарија особа која је икада живела у Србији и Мађарској.

## Партнерски градови
- Сомбор
- Ходмезевашархељ
- Таргу Муреш
- Санђеорђу де Падуре
- Вајблинген
- Аржантан
- Тистед
- Лабин
- Суботица

## Галерија
- Фрањевачки манастир
- Градска кућа Баје
- Српска православна црква
- Музеј Иштвана Тора